# Король Венгрии
Король Венгрии (венг. Magyar királya) — титул правителя Венгерского королевства. 
Титул венгерского короля возник после принятия венгерским князем Иштваном I христианства в качестве государственной религии. 
Некоторые короли Венгрии (Иштван I Святой, а также Мария Терезия и её преемники) носили титул апостолического короля, который давал монарху право осуществлять не только светскую, но и духовную власть.

## История
Титул был создан в 1000 году, после принятия Иштваном I римского христианства. Почти все короли Венгрии короновались короной Святого Иштвана.
Последним королём Венгрии был в 1916—1918 годах Карл (Карой) IV, хотя формально страна оставалась монархией до 1946 года.